# Río del Valle (Choapa)
El río del Valle es un curso natural de agua que nace en el extremo sureste de la cuenca del río Choapa y fluye con dirección general norte por la Región de Coquimbo hasta confluir con el río Totoral dando origen al río principal de la cuenca, el río Choapa.
Según Hans Niemeyer, el Choapa nace de la confluencia de los ríos Totoral y del Valle.: 285 . Luis Risopatrón, en su Diccionario Jeográfico de Chile publicado en 1924, sostiene en la entrada para el río Chicharra (también llamado río Leiva) que el Choapa nace de la unión del Chicharra con el Totoral.: 195 

## Trayecto
Inicialmente, el curso de agua lleva el nombre estero Toro Mocho y se origina en las laderas occidentales del cordón Cuesta Colorada y comienza su rumbo al NNO hasta la confluencia con la quebrada Las Yeguas, donde toma el nombre por el que le conocemos. Su rumbo es entonces directamente al norte por 22 km hasta la confluencia con el Totoral que da origen al Choapa.

## Historia
Luis Risopatrón lo describe en su Diccionario Jeográfico de Chile (1924):: 918 
Valle (Río del). Corre hácia el N en un cajón ancho con estensas faldas cercadas i regadas i afluye a la márjen S del curso superior del río Choapa, al W de la confluencia de los ríos Totoral i Chicharra. (A veces llamado Conchuca).